# De l'art cinématographique
De l'art cinématographique (en chosŏn'gŭl : 세기와 더불어 et en hanja : 映畵藝術論, littéralement Théorie artistique du film,) est un traité écrit par Kim Jong-il en 1973. Il est considéré comme une référence sur le cinéma nord-coréen.
L'ouvrage présente plusieurs théories originales, qui peuvent être appliquées au cinéma et aux autres arts. Parmi ces théories, les plus importantes concernent la littérature, considérée comme un humanisme, et la « théorie de la graine ». En art, l'accent est mis sur l'indépendance d'individus capables de transformer la société. La théorie de la graine est devenue essentielle dans l'industrie du cinéma nord-coréen. L'ouvrage cherche à diriger toute la création artistique à travers le seul fondement idéologique. Il complète les politiques du Parti du travail de Corée en matière artistique, en renforçant le rôle de la propagande dans le cinéma.
La publication de De l'art cinématographique a eu d'importantes conséquences politiques en Corée du Nord. Elle a donné à Kim Jong-il une légitimité politique, mais aussi une influence sur le milieu culturel nord-coréen.
L'impact de l'ouvrage sur le cinéma nord-coréen est discuté. En effet, les films réalisés avant et après la publication de l'ouvrage sont très similaires, et de nombreux films contemporains enfreignent les règles du traité.

## Contexte
Après avoir obtenu son diplôme de l'université Kim Il-sung en 1964, Kim Jong-il se consacre au travail idéologique et de propagande au sein du Parti du travail de Corée. Bien qu'il s'intéresse aux films hollywoodiens, il interdit toute discussion sur les films étrangers lors de la réunion d'examen esthétique, une importante conférence annuelle sur le cinéma.
Après avoir ordonné la destruction de toutes les archives de la conférence, Kim Jong-il exhorte les participants à s'intéresser exclusivement aux enseignements de Kim Il-sung dans le travail de création. À partir de cette période, l'influence de Kim Jong-il au sein de l'administration du film et de la littérature s'accroît et il résiste à l'influence artistique du cinéma soviétique.
À partir de 1968, Kim Jong-il entame la production d'adaptations cinématographiques de pièces des années 1930 relatives à la guérilla. Il dirige personnellement la réalisation de films comme Mer de sang ou La Fille aux fleurs. Il commence ensuite à produire des opéras révolutionnaires. Quelque temps plus tard, il commence l'écriture d'essais basés sur ses discours devant des scénaristes et réalisateurs, qu'il publie le 11 avril 1973 sous le titre De l'art cinématographique. Il s'agit de son œuvre la plus importante. Durant les années 1970, il continue de superviser les activités culturelles du Parti du travail de Corée.

## Idées
Dans le traité, Kim Jong-il cherche à transposer les principes du juche au monde du cinéma, de la littérature et de l’art. En révolutionnant le monde du cinéma, il cherche à transformer l’ensemble de la société en l’exposant aux idéaux du Parti du travail de Corée. S’appuyant sur la théorie littéraire du réalisme socialiste et sur les idées de Kim Il-sung, Kim Jong-il construit un « réalisme juche ». L’un des objectifs est d’utiliser la fiction cinématographique pour transformer l’homme en un homme socialiste nouveau : l’homme juche,.
Le livre aborde de manière exhaustive plusieurs aspects du cinéma dont le jeu d’acteur, la musique, le tournage, les costumes, le maquillage et les accessoires,. Les thèmes de la réalisation et de la production occupent également une part importante de l’ouvrage. De l’art cinématographique présente deux théories principales : la théorie de la graine et la théorie de la science humaine. Les autres idées développées sont le modèle et la vitesse. Le respect des principes décrits confère à une œuvre le titre d’ « œuvre collective ».
Pour Kim Jong-il, les films doivent être réalistes, ce qui n’est possible que lorsque les cinéastes vivent parmi les masses populaires, à l’instar de l’idéal des révolutionnaires de la résistance coréenne. Cependant, ce réalisme implique un culte absolu du dirigeant, le rendant ainsi incompatible avec le néoréalisme. Kim Jong-il s’appuie sur l’idée que la Corée du Nord contemporaine a transcendé les conflits de classe, et qu’il n’existe plus de conflits à décrire dans les films. Décrire des conflits dans les films est considéré comme une critique du régime. Lorsque des thèmes historiques sont abordés, les traditions doivent être dépeintes de manière sélective pour répondre aux besoins idéologiques.

### La littérature: une science de l'Homme
La théorie considérant la littérature comme une science de l'Homme, développée par Kim Jong-il, établit que la littérature n'existe qu'au sein du « domaine humain ». L'un des thèmes clés de l'humain étant la question d'une vie bonne et digne, l'art doit être moraliste. La théorie du Chajusŏng (esprit libre) est également une composante prédominante dans la théorie des sciences humaines. Elle affirme que la lutte contre l'oppression est l'essence métaphysique de l'Homme. D'un point de vue philosophique, cette théorie reprend la conception juche de l'indéterminisme du libre arbitre. Ainsi, le héros d'un récit doit être le symbole du Chajusŏng.
Pour Kim Jong-il, la littérature en sciences humaines met l'accent sur le développement d'individus réellement indépendants, comme le préconise le juche. Cela entraîne une transformation de la société dans son ensemble. Dans la littérature nord-coréenne, le Chajusŏng est utilisé comme justification du contrôle de l'État sur la création littéraire et de la politique du socialisme dans un seul pays.

### La théorie de la graine
La théorie de la graine (en chosŏn'gŭl : 종자론) est l'essence de l'ouvrage et, par conséquent, de la théorie cinématographique nord-coréenne en général .
De l'art cinématographique livre une méthode visant à contraindre les artistes à suivre la ligne du parti et à lutter contre la créativité individuelle. Dans l'ouvrage, Kim Jong-il assimile un film à un organisme vivant, la graine du film étant le noyau de l'organisme. L'idée est que, si toute interprétation artistique se fait à travers un seul fondement idéologique (ou graine), alors le film en résultant sera un corps parfait. Cette théorie permet à tous les membres d'une équipe artistique de travailler pour un seul objectif, malgré les différences de personnalité ou de focalisation des membres de l'équipe. Le rôle du réalisateur devient alors d'empêcher toute déviance idéologique vis-à-vis de l'idéologie (ou de la graine). Ainsi, la graine devient l'élément fondamental sous-tendant toute créativité artistique.
Plus précisément, la graine est la base du message de propagande du film, résumé sous la formule « une idée forte et convaincante ». La graine synthétise le sujet du film et l’idée à transmettre, devenant ainsi la base de la forme et du contenu du film. À ce titre, la théorie de la graine fusionne les concepts de matière, de thème et de pensée de la théorie littéraire marxiste-léniniste. Le film doit contribuer à l’idéologie dominante, et utiliser une esthétique et une narration qui soutiennent le message de propagande.
La théorie de la graine a eu une influence majeure dans les cercles littéraires nord-coréens. Les écrivains ont même cherché à revenir sur les œuvres antérieures au traité. La théorie a aussi été transposée aux activités industrielles.

### Les théories du modèle et de la vitesse
La théorie du modèle incite à représenter les luttes de libération de manière à combiner les luttes nationales et la lutte des classes. Ceci est réalisé en idolâtrant la représentation du peuple coréen, mais aussi en créant des modèles issus de la société.
Le « combat de vitesse » appelle à une production accélérée de films. En effet, d'après Kim Jong-il, en produisant des films aussi rapidement que possible, les réalisateurs accélèrent le processus révolutionnaire global. L'idée du combat de vitesse est née à la suite du tournage du film The Fate of a Self-defence Corps Man. Le tournage, qui devait durer une année, fut terminé en quarante jours. Depuis, la réduction des temps de réalisation est devenue une consigne politique, renforcée par la publication du traité. Ainsi, la série Des héros sans nom fut produite suivant le principe du combat de vitesse. La production de chaque épisode n'a pris que quarante-cinq jours. Par la suite, le combat de vitesse a été élargi dans d'autres domaines artistiques, mais aussi dans le domaine économique. Il est aujourd'hui perçu comme le prolongement kimjongiliste de la doctrine Chollima.

## Accueil et influence

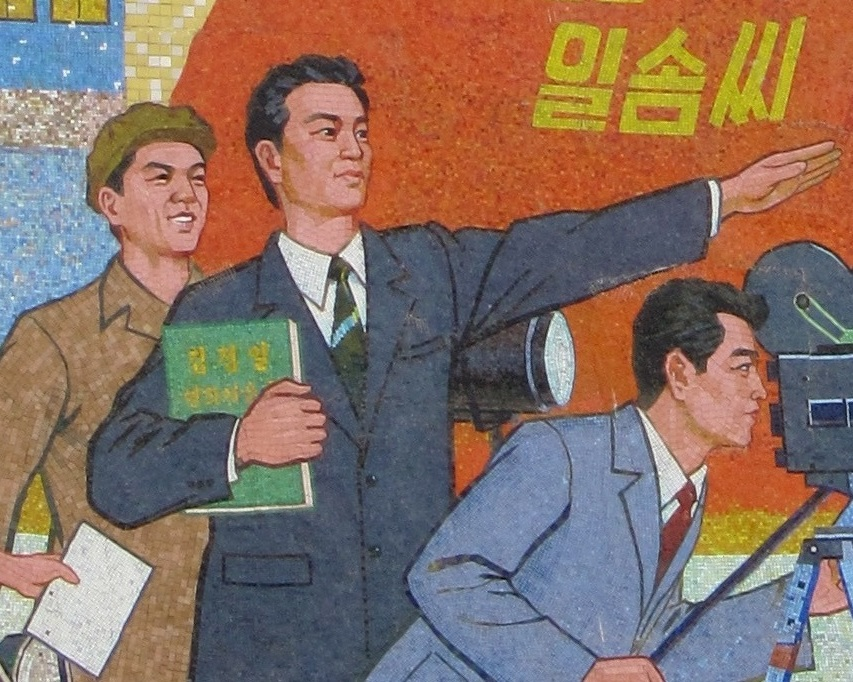
Un réalisateur tenant un exemplaire de De l'art cinématographique (mural)

Alors que les biographes de Kim Jong-il décrivent De l'art cinématographique comme un œuvre complète, originale et étayée, Whitney Mallett la considère comme ennuyeuse et répétitive. Anna Broinowski la considère même comme « turgide, fantasque et maladroite ». Pour autant, certains analystes comme Alzo David-West soulignent que l'œuvre présente « un certain nombre d'éléments constructifs ».
De l'art cinématographique est considéré comme l'ouvrage le plus abouti sur le cinéma nord-coréen. Cependant, l'ampleur réelle de son influence est discutée. Ainsi, pour Johannes Schönherr, l'œuvre n'apporte que peu de nouveautés et beaucoup des idées présentées n'ont rien d'original ou d'évident, en particulier pour les cinéastes auxquels Kim Jong-il s'adresse. Les films produits antérieurement et postérieurement au traité sont très similaires, suggérant ainsi que l'ouvrage a eu un impact très limité sur l'industrie cinématographique nord-coréenne. De plus, de nombreux traits du cinéma nord-coréen contemporain, tels que la répétitivité, le montage lent ou le jeu théâtral ancien vont à l'encontre des enseignements donnés. Les changements intervenus sont plutôt dus aux changements politiques et économiques. En réalité, au lieu d'apporter de nouvelles conceptions, l'œuvre reformule les idées de Kim Il-sung sur l'importance du film comme outil de propagande. Bien plus qu'un enseignement théorique, l'ouvrage retrace l'expérience personnelle de Kim Jong-il dans l'industrie cinématographique et tente de contrecarrer « la négligence et l’insouciance » qu'il avait rencontrées.
Kim Jong-il considère son ouvrage comme un échec partiel. Les films auxquels il avait contribué étaient très appréciés en Corée du Nord, mais étaient ridiculisés à l'étranger. Le cinéma nord-coréen ne pouvait rivaliser avec le cinéma sud-coréen. Cela l'incita directement à organiser l'enlèvement de Shin Sang-ok, le réalisateur le plus célèbre de Corée du Sud, et de sa femme Choi Eun-hee en 1978. Ils sont retenus en Corée du Nord pendant huit ans. Shin Sang-ok étudie De l'art cinématographique et produit le film kaijū Pulgasari, où Kim Jong-il est crédité comme producteur exécutif. Il autorise donc le couple à se rendre à Vienne, où ils sont censés négocier un contrat pour un deuxième volet. Le couple profite de ce voyage pour s'échapper et se rendre aux États-Unis.
Au niveau politique, le traité fut un grand succès. Au moment de la rédaction, Kim Il-sung s'est mobilisé pour aider Kim Jong-il à préparer sa succession. De fait, il a acquis un pouvoir social et politique grâce au traité. Il a sécurisé la confiance de son père, rendant ainsi possible la succession. Kim Jong-il a continué à écrire sur les arts jusque dans les années 1990 et a publié des traités sur l'opéra, la danse et la musique.
La lecture de De l'art cinématographique est obligatoire pour les étudiants nord-coréens en littérature. Les réalisateurs doivent également étudier l'ouvrage. L'œuvre a également influencé le mouvement du cinéma du peuple, né en Corée du Sud à la suite du soulèvement de Gwangju. L'influence de l'œuvre a également dépassé la Corée. Ainsi, l'Australienne Anna Broinowski a réalisé un film sur la production de films de propagande conformes aux instructions de Kim Jong-il. De la même manière, le journaliste Mads Brügger y fait référence dans l'un de ses documentaires.